# Derfel Cadarn
Derfel Cadarn è un personaggio letterario protagonista della saga de Il romanzo di Excalibur, serie di cinque romanzi scritti da Bernard Cornwell. Nei romanzi, Derfel è un guerriero amico di re Artù.

## Personaggio
Nato da una donna sassone e dal re dei sassoni, Aelle, Derfel e sua madre vennero catturati dai Britannici e fatti schiavi. Il re della Siluria, Gundleus, e il suo druido, Tanaburs, decisero però che Derfel doveva essere sacrificato agli dei come ringraziamento per le loro vittorie. Così fu gettato nel "pozzo della morte" ma inaspettatamente sopravvisse e preso sotto il favore di Merlino che lo considerò protetto dagli dei.
Derfel crebbe con Merlino nella sua comunità nella Torre dell'Isola di Cristallo (Glastonbury) dove divenne amico di Nimue, un'altra bambina con il favore degli dei. Egli fu presente alla rocca di Cardan per la nascita di Mordred e partecipò all'incontro di Glevum dove furono scelti i protettori di Mordred. Dopo la morte di Uther Pendragon l'Isola di Cristallo fu attaccata da Gundleus, e Derfel scappò con Nimue, prendendo con sé la spada del suo defunto maestro Hywelbane. Sulla strada per la Rocca di Cardan Derfel uccise il suo primo nemico che aveva assaltato il convoglio e in seguito proprio davanti alla Rocca fece il suo primo incontro con Artù.
Derfel, pur chiedendo ad Artù di diventare uno dei suoi cavalieri, su consiglio dello stesso Artù fece le sue prime esperienze militari tra i soldati di Owain, guerriero che si rivelò essere senza troppi scrupoli quando, dietro compenso, partecipò insieme ai suoi uomini ad un raid nel Kernow allo scopo di far scoppiare tumulti. Quando il signore del Kernow venne a reclamare giustizia, Owain fu sfidato a duello e ucciso da Artù. Derfel, che dietro insistenza di Artù aveva confermato l'agguato pur senza tradire i compagni, divenne quindi un uomo di Artù e dopo qualche anno uno dei suoi signori della guerra, acquisendo il soprannome di Cadarn che significa "possente". Derfel portò i suoi soldati in Bretagna su richiesta di Artù per aiutare re Ban a difendere la rocca di Trebes contro i Franchi. Qui incontrò Lancillotto e Galahad, e ritrovò Merlino. Quando la città fu presa dai Franchi tornò in Dumnonia insieme a Galahad con la barca di Merlino.
Al ritorno in Dumnonia, Derfel va in cerca di Nimue che, impazzita, si trovava sull'isola dei morti, luogo dove i pazzi sono esiliati. Dopo il ritrovamento di Nimue partecipò alla disperata battaglia della valle di Lugg che frappose i pochi guerrieri di Artù contro il regno del Powys. Dopo la vittoria in una memorabile battaglia, la principessa Ceinwyn del Powys che era stata promessa in sposa a Lancillotto, con una decisione a sorpresa scelse, invece, Derfel come suo compagno (non lo sposerà perché una profezia le aveva rilevato che colui che l'avrebbe sposata si sarebbe trovato una moglie tra i morti), fuggendo con lui. Merlino li condusse alla ricerca del magico calderone e dei mitici tredici tesori della Britannia.
Subito dopo l'avvento al trono, il giovane Mordred (nipote di Artù) fa preparare un'imboscata ai danni di Derfel ed Artù: giunti nel regno di Powys, vengono assaliti da un gruppo di cristiani e a fatica riescono ad averne ragione. Durante il viaggio di ritorno, Derfel apprende dalla vecchia madre di essere figlio di Aelle e che, secondo un'antica profezia, sarà lui a uccidere suo padre. Durante l'assenza di Artù e Derfel dalla Dumnonia, si sparge la voce che Mordred sia stato assassinato, e Lancillotto abbia approfittato del momento per impadronirsi del trono. Avvertito dalla sorella di Artù, la sacerdotessa Morgana, Derfel riesce a portare in salvo Ceinwyn e Merlino, ma non a impedire la morte di sua figlia Dian.
Quando si scopre che Mordred è stato artefice di loschi complotti, i capi di Britannia decidono quindi di togliergli il governo del paese affidandolo ad Artù. Costui manda Derfel a liberare Ginevra, ritenuta ostaggio di Lancillotto, ma la donna si è in realtà alleata all'usurpatore. Derfel, in viaggio con le truppe e con Ginevra, viene accerchiato dai nemici in un'antica fortezza, il Monte Baddon. Al termine della battaglia, Derfel riesce a far riunire Artù e Ginevra.
Su una spiaggia battuta dal vento, Artù assiste incredulo al crollo di tutto ciò che in tanti anni di valorose imprese ha faticosamente realizzato: ancora una volta i sassoni e i cristiani, guidati dal perfido vescovo Samsun, sono pronti a combattere. Qui Derfel, per salvare l'amato Artù, sceglie di usare l'ultima magia di Merlino (nel frattempo preso prigioniero e ucciso da Nimue) per portare in salvo la sua famiglia e il suo Re. Finirà i suoi giorni come monaco del vescovo Samsun al solo scopo di poter scrivere la storia di Artù per tramandarla ai posteri.